# Pittwater Council
Koordinaten: 33° 41′ S, 151° 18′ O

Pittwater Council war ein lokales Verwaltungsgebiet (LGA) im australischen Bundesstaat New South Wales. Pittwater gehörte zur Metropole Sydney, der Hauptstadt von New South Wales. Das Gebiet war 91 km² groß und hatte zuletzt etwa 57.000 Einwohner. 2016 ging es im Northern Beaches Council auf.
Pittwater lag am Nordostrand von Sydney an der Pazifikküste etwa 20 bis 30 km vom Stadtzentrum entfernt. Das Gebiet beinhaltete 55 Stadtteile: Avalon, Avalon Heights, Avalon North, Avalon Plateau, Barranjoey, Bayview, Bayview Heights, Bilgola, Bilgola Beach, Bilgola plateau, Bungan Beach, Bungan Head, Careel Bay, Careel Head, Church Point, Clareville, Clareville Beach, Coasters Retreat, Currawong Beach, Elanora, Elanora Heights, Elvina Bay, Foleys Hill, Loquat Valley, Lovett Bay, Mackerel Beach, Great Mackerel Beach, McCarrs Creek, Mona Vale, Morning Bay, Newport, Newport Beach, Newport Heights, Newport Plateau, Palm Beach, Paradise Beach, Salt Pan Cove, Sand Point, Scotland Island, Stokes Point, Taylors Point, The Basin, Towlers Bay, Tumbledown Dick, Turimetta, Warriewood, Warriewood Beach, South Warriewood und Whale Beach sowie Teile von Ingleside, Ingleside Heights, Narrabeen, Narrabeen Peninsula und North Narrabeen. Der Verwaltungssitz des Councils befand sich im Stadtteil Mona Vale an der südlichen Küste.

## Verwaltung
Der Pittwater Council hatte neun Mitglieder, die von den Bewohnern von drei Wards gewählt wurden (je drei aus dem Southern, Central und dem Northern Ward). Diese drei Bezirke waren unabhängig von den Ortschaften festgelegt. Aus dem Kreis der Councillor rekrutierte sich auch der Mayor (Bürgermeister) des Councils.

## Partnerschaften
- Soibada[2]